# Nîjnii Bulateț, Lubnî
Nîjnii Bulateț (în ucraineană Нижній Булатець) este un sat în comuna Vîșciîi Bulateț din raionul Lubnî, regiunea Poltava, Ucraina.

## Demografie
Componența lingvistică a localității Nîjnii Bulateț
     Ucraineană (99,4%)
     Alte limbi (0,48%)
Conform recensământului din 2001, majoritatea populației localității Nîjnii Bulateț era vorbitoare de ucraineană (99,4%), existând în minoritate și vorbitori de alte limbi.